# Liste der Regierungschefs von Sierra Leone
Dies ist die Liste der Regierungschefs von Sierra Leone, ein Amt, das es vor allem unter der Bezeichnung Premierminister von 1954 bis 1978 und seit 2018, als Chief Minister, gibt. Der Chief Minister ist nicht mit dem Premierminister gleichzusetzen, da die sierra-leonische Verfassung keine Trennung des Regierungschefs vom Staatsoberhaupt mehr vorsieht. In allen anderen Zeiträumen nahm das Staatsoberhaupt auch die Position des Regierungschefs ein.

## Premierminister
| Amtsbezeichnung                                                                                                   | Foto | Vollständiger Name              | Regierungszeit        | Amtsdauer (Tage) | Partei |
| --- | ---- | ------------------------------- | --------------------- | ---------------- | ------ |
| Prime Minister of British Protectorate of Sierra Leone (Premierminister des Britischen Protektorats Sierra Leone) |      | Milton Augustus Margai          | 14.08.1958–27.04.1961 | 987              | SLPP   |
| Prime Minister of Sierra Leone (Premierminister von Sierra Leone)                                                 |      | Milton Augustus Margai          | 27.04.1961–30.04.1964 | 1.099            | SLPP   |
| Prime Minister of Sierra Leone (Premierminister von Sierra Leone)                                                 |      | Albert Michael Margai           | 30.04.1964–17.03.1967 | 1.051            | SLPP   |
| Prime Minister of Sierra Leone (Premierminister von Sierra Leone)                                                 |      | Siaka Probyn Stevens            | 17.03.1967–21.03.1967 | 4                | APC    |
| Prime Minister of the Republic of Sierra Leone (Premierminister der Republik Sierra Leone)                        |      | Siaka Probyn Stevens            | 26.04.1968–21.04.1971 | 1.059            | APC    |
| Prime Minister of the Republic of Sierra Leone (Premierminister der Republik Sierra Leone)                        |      | Sorie Ibrahim Koroma            | 21.04.1971–08.07.1975 | 1.540            | APC    |
| Prime Minister of the Republic of Sierra Leone (Premierminister der Republik Sierra Leone)                        |      | Christian Alusine Kamara-Taylor | 08.07.1975–15.06.1978 | 1.104            | APC    |

## Chief Minister
| Amtsbezeichnung                | Foto | Vollständiger Name | Regierungszeit        | Amtsdauer (Tage) | Partei |
| ------------------------------ | ---- | ------------------ | --------------------- | ---------------- | ------ |
| Chief Minister (Hauptminister) |      | David Francis      | 08.05.2018–30.04.2021 |                  | SLPP   |
| Chief Minister (Hauptminister) |      | Jacob Jusu Saffa   | seit 30.04.2021       |                  | SLPP   |